# ベラルーシ国立ストライク委員会
ベラルーシ国立ストライク委員会（ストライク委員会）は登録がされていないベラルーシの組織である。主目的は権利と市民の正当な利益の侵害に対して抗議を含んで、市民の権利を守ること。
1996年から、ベラルーシ共和国の起業家ストライク委員会は存在している。2003年11月25日、上記の組織を基礎として国立ストライク委員会が創立された。10年間以上にわたって、ストライク委員会は起業家の権利の防衛のために、集団の集会とストライクを準備した。ある抗議は1…万以上の人間が参加していた。
本委員会は創設以来、元政治犯で起業家のヴァレーリィ・レヴォネフスキーが議長である。2004年5月1日から2006年5月15日まで懲役の時、ヴァレーリィの息子のウラジーミル・レヴォネフスキーが議長の職務をしていた。
ストライク委員会のある活動は囚人を助けである。例として2005年9月にストライク委員会はイ＃22のバーツェビチェウスカヤ牢獄に本や、スポーツ用品などを手渡した。それに他の牢獄でストライク委員会分離が創立していて、2005年3月までにベラルーシの5つの牢獄そんなような分離が存在していた。